# Belagavi (Division)
Die Division Belagavi, ehemals Belgaum, ist eine Division im indischen Bundesstaat Karnataka.

## Distrikte
Die Division Belagavi gliedert sich in sieben Distrikte:
| Distrikt       | Verwaltungssitz  | Fläche in km² | Einwohner (2001) | Ew./km² |
| -------------- | ---------------- | ------------- | ---------------- | ------- |
| Bagalkot       | Bagalkot         | 6.575         | 1.651.892        | 251     |
| Belagavi       | Belagavi         | 13.415        | 4.214.505        | 314     |
| Dharwad        | Hubballi-Dharwad | 4.260         | 1.604.253        | 377     |
| Gadag          | Gadag            | 4.656         | 971.835          | 209     |
| Haveri         | Haveri           | 4.823         | 1.439.116        | 298     |
| Uttara Kannada | Karwar           | 10.291        | 1.353.644        | 132     |
| Vijayapura     | Vijayapura       | 10.494        | 1.806.918        | 172     |